# Нефтебаза (Смоленський район)
Нефтеба́за (рос. Нефтебаза) — селище у складі Смоленського району Алтайського краю, Росія. Входить до складу Верх-Обської сільської ради.

## Населення
Населення — 24 особи (2010; 23 у 2002).
Національний склад (станом на 2002 рік):
- росіяни — 100 %